# Яне Атанасов
Яне (Яни, Иван) Атанасов Иванов e български опълченец и революционер.

## Биография
Роден е в 1853 година в мавровското село Леуново. При избухването на Руско-турската война в 1877 година пристига в Браила и на 17 май 1877 година е зачислен в I рота на ІI дружина на Българското опълчение. Участва в битката при Стара Загора (19 юли), в отбраната на прохода Шипка (9 – 12 август), в превземането на укрепения лагер Шейново (28 декември 1877 година) и други. Уволнен е на 20 юни или 1 юли 1878 година. Удостоен е със сребърен медал за отбраната на Шипка.
След войната взима участие в Кресненско-Разложкото въстание през 1878 - 1879 година.
След Освобождението се заселва в софийското село Осойца заедно с Иван Тодоров Комитата от разложкото село Баня и Васил Сърбаков от стружкото село Вевчани. Работи като кафеджия и земеделец. Още в 1879 година македонските българи в Осойца откриват първото училище с една паралелка, като пръв учител е Никола Йорданов Чуков от село Баня, Разложко.
В 1885 година при избухването на Сръбско-българската война е доброволец в Българската армия и от 10 ноември до 17 декември служи в македонския батальон на I пеша бригада и се сражава в битката при Пирот. В 1887 година получава сребърен медал в памет участието му в Сръбско-българската война.
Получава българска поборническа пенсия, тъй като поради разклатеното си здраве не успява да обработва дадената му земеделска земя.
Умира на 27 февруари 1908 година в Осойца.